# São Cristóvão e Neves nos Jogos Olímpicos de Verão de 2008
São Cristóvão e Neves participou dos Jogos Olímpicos de Verão de 2008 em Pequim, na China, com uma delegação de 4 atletas. O país estreou nos Jogos em 1996 e fez 4ª apresentação.

## Desempenho

### Atletismo
Masculino
| Atleta      | Evento     | Preliminares | Preliminares | Quartas de final | Quartas de final | Semifinal | Semifinal | Final       | Final       |
| Atleta      | Evento     | Marca        | Posição      | Marca            | Posição          | Marca     | Posição   | Marca       | Posição     |
| ----------- | ---------- | ------------ | ------------ | ---------------- | ---------------- | --------- | --------- | ----------- | ----------- |
| Kim Collins | 100 metros | 10s17        | 4º           | 10s07            | 7º               | 10s05     | 9º        | Não avançou | Não avançou |
| Kim Collins | 200 metros | 20s55        | 7º           | 20s43            | 12º              | 20s25     | 7º        | 20s59       | 6º          |

Feminino
| Atleta            | Evento     | Preliminares | Preliminares | Quartas de final | Quartas de final | Semifinal   | Semifinal   | Final       | Final       |
| Atleta            | Evento     | Marca        | Posição      | Marca            | Posição          | Marca       | Posição     | Marca       | Posição     |
| ----------------- | ---------- | ------------ | ------------ | ---------------- | ---------------- | ----------- | ----------- | ----------- | ----------- |
| Virgil Hodge      | 100 metros | 11s48        | 28º          | 11s45            | 23º              | Não avançou | Não avançou | Não avançou | Não avançou |
| Virgil Hodge      | 200 metros | 23s14        | 18º          | 23s17            | 19º              | Não avançou | Não avançou | Não avançou | Não avançou |
| Meritzer Williams | 200 metros | 23s83        | 38º          | Não avançou      | Não avançou      | Não avançou | Não avançou | Não avançou | Não avançou |
| Tiandra Ponteen   | 400 metros | 52s41        | 27º          |                  |                  | Não avançou | Não avançou | Não avançou | Não avançou |